# Gerda De Preter
Gerda De Preter (Heist-op-den-Berg, 7 april 1958) is een auteur van kinderboeken. Tot september 2018 werkte ze daarnaast ook als lerares Nederlands en Engels in het Sint-Ursula-Instituut (Onze-Lieve-Vrouw-Waver). Ze woont in Haacht.

## Uitgegeven werken
- De schommel - 1999
- Een koffertje voor opa - 2001
- Blindganger - 2003
- Spookpijn - 2005
- Anna was hier - 2007
- Op de rug van de Duivel - 2009
- Toen Alfie verdween - 2018
- Het grote avontuur van Kleine Muis: voorleesverhalen met een staartje - 2021

- Digitale Bibliotheek voor de Nederlandse Letteren: pret011
- Gemeinsame Normdatei: 1230349731
- International Standard Name Identifier: 0000 0003 8869 933X
- Library of Congress Control Number: no2015051486
- Nederlandse Thesaurus van Auteursnamen: 070238197
- Virtual International Authority File: 281950059
- WorldCat: E39PBJpdJYb3ddPTvy3KwxjHmd